# فرانچسکو ورد (بازیکن فوتبال)
فرانچسکو ورد (انگلیسی: Francesco Verde؛ زادهٔ ۱۶ اوت ۱۹۹۹) بازیکن فوتبال است.
از باشگاه‌هایی که در آن بازی کرده‌است می‌توان به باشگاه فوتبال کالیاری اشاره کرد.